# 西田町阿広木
西田町阿広木（にしたまち あこうぎ）は、福島県郡山市の町丁である。郵便番号は963-0925。

## 地理
郡山市北東部の西田地区に属する。西田町鬼生田中部、白岩川右岸に沿い、字阿廣木の中に飛地状に位置しており、一丁目のみ設置されている。水田が広がり人家は無く定住人口はない。西田町三町目に所在する郡山北警察署西田駐在所及び日和田町に所在する郡山消防署日和田分署がそれぞれ管轄にあたる。

### 河川
一級水系阿武隈川水系
- 白岩川

## 世帯数と人口
西田町鬼生田と合算されており、郡山市による個別の人口統計は公表されていない。

## 小・中学校の学区
市立小・中学校に通う場合、学区は以下の通りとなる。
| 番地 | 義務教育学校     |
| ---- | ---------------- |
| 全域 | 郡山市立西田学園 |

## 交通

### 道路
- 郡山市道西原阿広木一丁目線